# Suður-Lambatungur
Suður-Lambatungur är ett berg i republiken Island. Det ligger i regionen Austurland, 300 km öster om huvudstaden Reykjavík. Toppen på Suður-Lambatungur är 938 meter över havet.
Trakten runt Suður-Lambatungur är nära nog obefolkad, med mindre än två invånare per kvadratkilometer. Det finns inga samhällen i närheten. Trakten runt Suður-Lambatungur består i huvudsak av gräsmarker.